# SN 2006qv
SN 2006qv – supernowa typu Ia odkryta 19 października 2006 roku w galaktyce A014832+1812. Jej maksymalna jasność wynosiła 18,82m.